# Ди Мартино, Марианна
Марианна ди Мартино ди Чекко (итал.  Marianna Di Martino De Cecco) — итальянская актриса и модель, Мисс Сицилия и Вице-Мисс Италия 2008.

## Биография
Родилась в Катании 10 сентября 1989 года в сицилийской семье. Карьеру модели начала в 2004 году, рекламируя одежду Giorgio Armani и позируя для журнала Vogue. В 2008 году Марианна участвовала в 69 конкурсе красоты Мисс Италия, где заняла второе место, уступив лишь Мириам Леоне.
В 2009 году девушка поступила на обучение в Институт театра и кино Ли Страсберга. По возвращении на родину она продолжила учиться актёрскому мастерству в Риме. В то же время Марианна приняла участие в третьем сезоне Italia’s Next Top Model.
Кинодебют Ди Мартино состоялся в комедии Карло Ванцины «Бывшие: Лучшие друзья!». С тех пор она сыграла около 10 ролей в кино и на телевидении, включая мини-сериал «Как дельфин» Рауля Бовы и «Агентов А.Н.К.Л.» Гая Ричи.

## Личная жизнь
Марианну связывают романтические отношения с итальянском актёром Джулио Беррути.

## Фильмография
| Год  |     | Русское название                 | Оригинальное название    | Роль         |
| ---- | --- | -------------------------------- | ------------------------ | ------------ |
| 2011 | ф   | Бывшие: Лучшие друзья!           | Ex - Amici come prima!   |              |
| 2011 | ф   | Как дельфин                      | Come un delfino          |              |
| 2013 | с   | Комиссар Рекс                    | Il commissario Rex       | Лиза Ривера  |
| 2013 | с   | Добро пожаловать к столу         | Benvenuti a tavola       | Маддалена    |
| 2013 | мс  | Как дельфин                      | Come un delfino          | Ирен         |
| 2013 | ф   | Святой                           | La Santa                 | Кьяра        |
| 2013 | ф   | Фантастические приезды и отъезды | Un fantastico via vai    | Камилла      |
| 2015 | ф   | Агенты А.Н.К.Л.                  | The Man from U.N.C.L.E.  | секретарь    |
| 2015 | кор |                                  | Il camerlengo            |              |
| 2015 | ф   |                                  | Come Saltano I Pesci     |              |
| 2016 | с   | Свадьбы и другие причуды         | Matrimoni e altre follie | Алиса Веккьо |